# Elena Kagan
Elena Kagan (ur. 28 kwietnia 1960 w Nowym Jorku) – amerykańska prawniczka, od 7 sierpnia 2010 sędzia Sądu Najwyższego Stanów Zjednoczonych. Jest czwartą kobietą w historii powołaną w skład tego sądu, w tym drugą nominowaną przez prezydenta Baracka Obamę.

## Życiorys
Urodziła się jako drugie z trojga rodzeństwa w rodzinie nowojorskich Żydów. Jej ojciec był adwokatem, a matka uczyła w szkole podstawowej. Ukończyła z wyróżnieniem studia licencjackie w dziedzinie historii na Uniwersytecie Princeton, a następnie wyjechała na studia magisterskie do Anglii, gdzie skończyła filozofię na University of Oxford. Po powrocie do USA skończyła jeszcze studia prawnicze na Uniwersytecie Harvarda, a następnie rozpoczęła pracę jako asystentka federalnego sędziego apelacyjnego w Waszyngtonie. W 1988 została asystentką Thurgooda Marshalla, pierwszego w historii czarnoskórego sędziego Sądu Najwyższego. Następnie została zatrudniona w prywatnej firmie prawniczej w Waszyngtonie.
W 1991 podjęła pracę naukowo-dydaktyczną jako adiunkt w Szkole Prawa University of Chicago. Cztery lata później została tam profesorem. Wkrótce później trafiła do administracji prezydenta Billa Clintona, gdzie początkowo pracowała w służbach prawnych Białego Domu, a następnie trafiła do zespołu doradców prezydenta ds. polityki wewnętrznej. Pod koniec swojego urzędowania Clinton próbował nominować ją na federalnego sędziego apelacyjnego, jednak jej kandydatura została zablokowana przy pomocy wybiegów proceduralnych przez Orrina Hatcha, ówczesnego przewodniczącego Senackiej Komisji Sądownictwa, która, zgodnie z prawem, opiniuje wszystkich kandydatów na sędziów federalnych. Kagan postanowiła powrócić na uczelnię, jednak władze Szkoły Prawa University of Chicago nie zdecydowały się na jej ponowne zatrudnienie. W tej sytuacji związała się ze Szkołą Prawa Uniwersytetu Harvarda, gdzie początkowo była wizytującym profesorem (ang. visiting professor), następnie od 2001 etatowym profesorem, a w 2003 jako pierwsza kobieta została dziekanem prawa na tej uczelni. Na tym stanowisku wsławiła się bardzo ostrym egzekwowaniem zakazu prowadzenia na Harvardzie rekrutacji potencjalnych prawników przez amerykańskie wojsko. Motywowała to dyskryminacją osób homoseksualnych w siłach zbrojnych USA (zob. Don’t ask, don’t tell).
W styczniu 2009 powróciła do pracy w Białym Domu w administracji Baracka Obamy jako radca generalny Stanów Zjednoczonych (ang. solicitor general), czyli urzędnik kierujący pracą prawników reprezentujących rząd federalny w postępowaniach przed Sądem Najwyższym USA. 9 maja 2010 Obama ogłosił, iż nominuje Kagan na stanowisko sędziego SN, zwolnione w związku z przejściem na emeryturę sędziego Johna Paula Stevensa. 20 lipca 2010 zgodę na jej powołanie wyraził Senat Stanów Zjednoczonych, a 7 sierpnia została zaprzysiężona. Jest pierwszym sędzią SN od 1972 roku, który nie orzekał wcześniej w żadnym sądzie.